# Rettenegg
Rettenegg osztrák község Stájerország Weizi járásában. 2018 januárjában 741 lakosa volt. 

## Elhelyezkedése

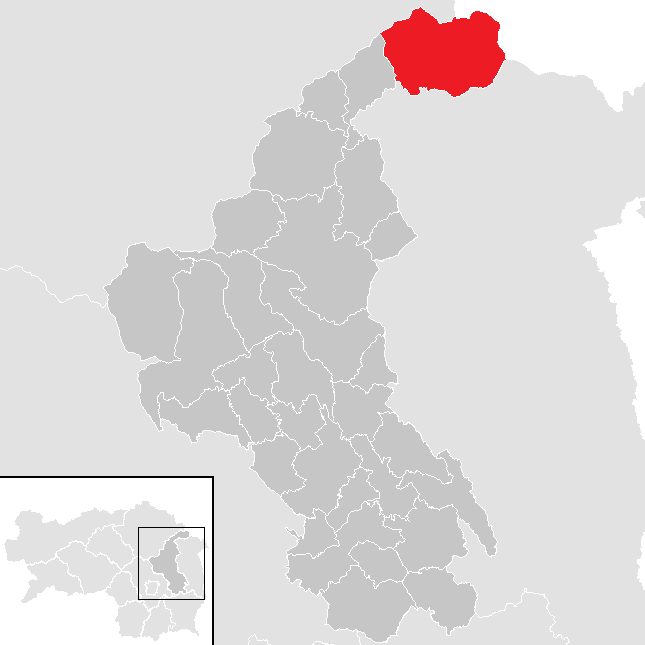
Rettenegg a Weizi járásban

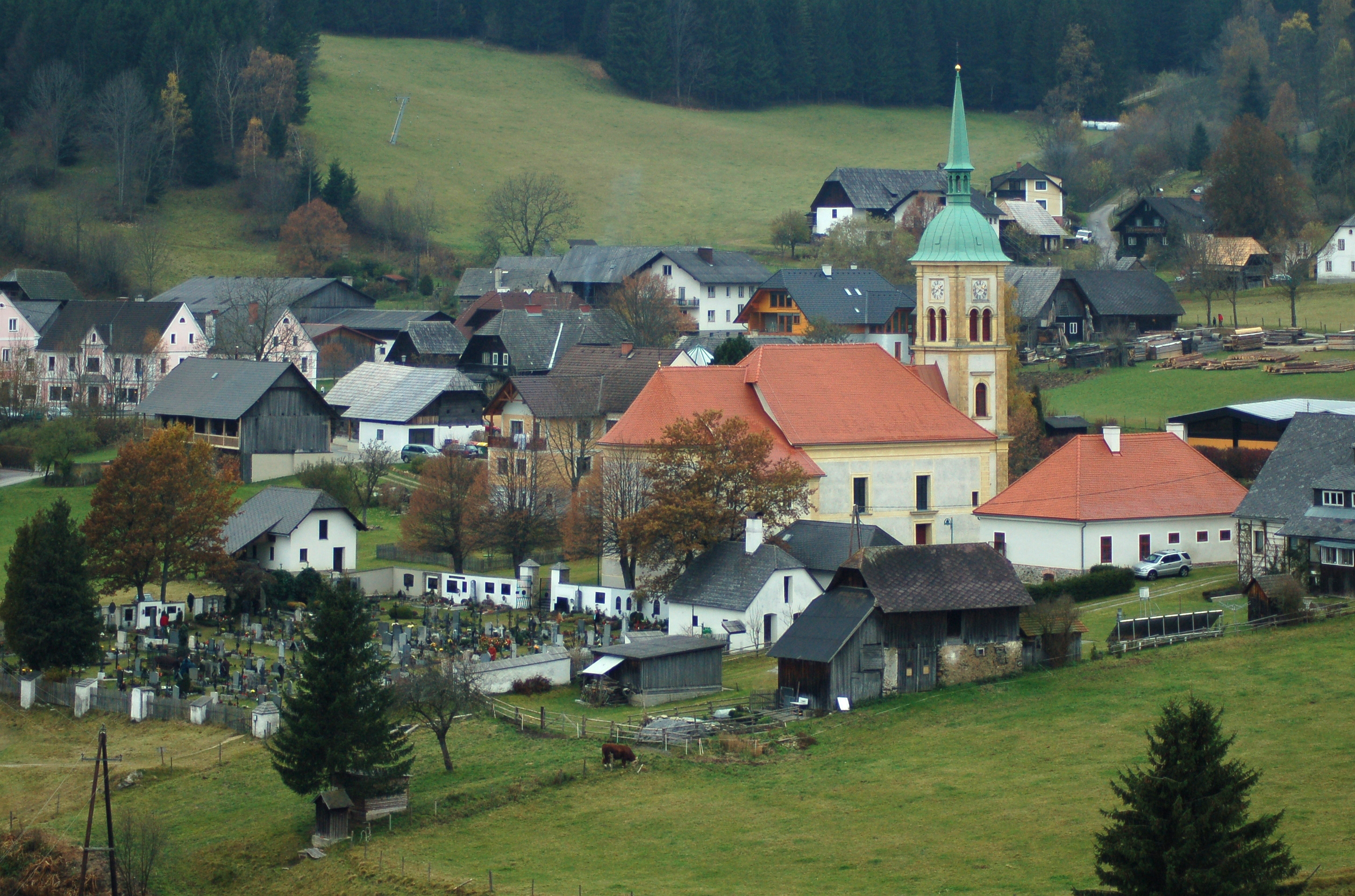
A Szt. Flórián-plébániatemplom

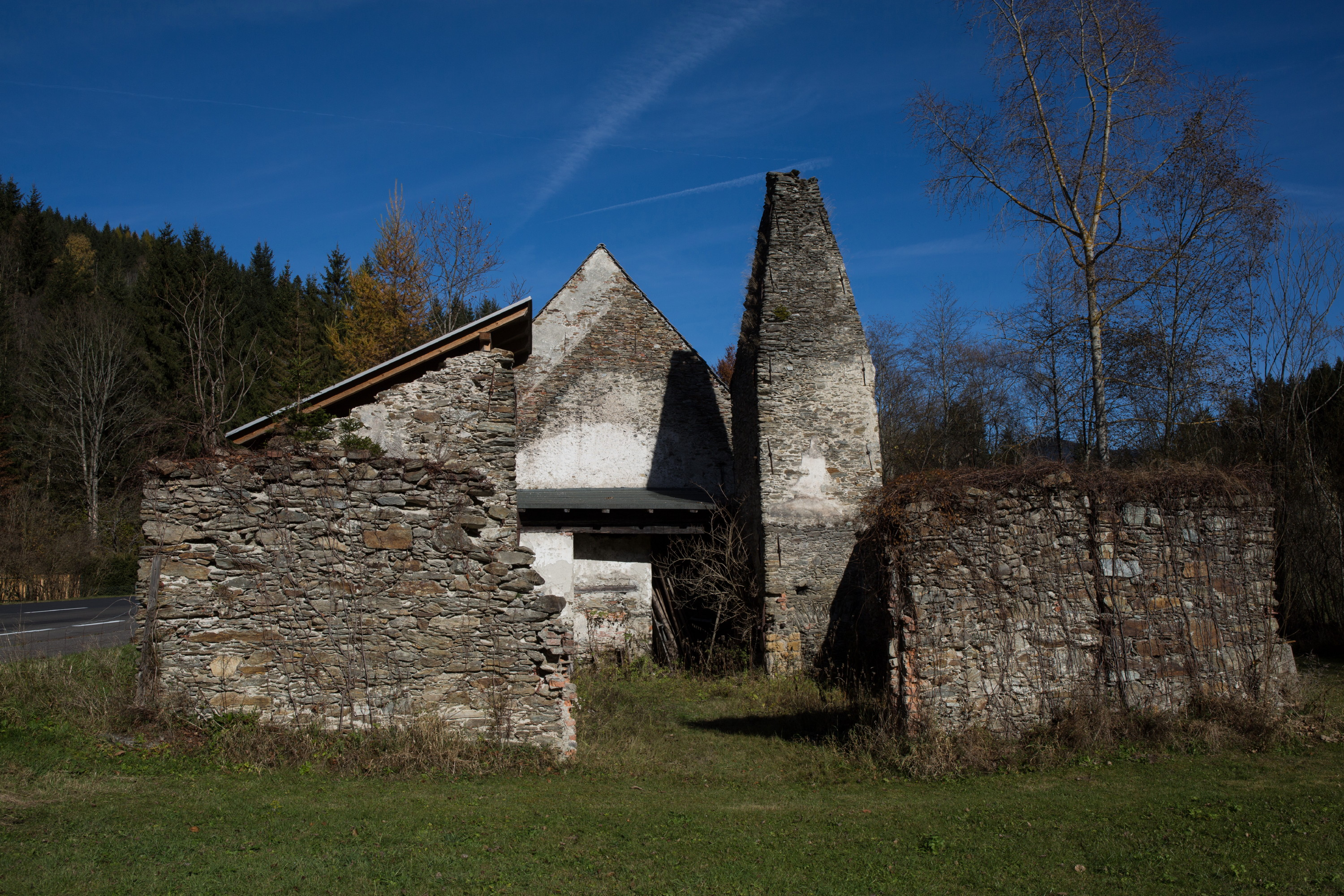
A régi vashámor

Rettenegg a Fischbachi-Alpokban fekszik, ahol a Pfaffenbach folyó a Feistritzbe torkollik. Itt találkoznak a Pfaffen-hágón és Feistritz-hágón áthaladó autóutak. Területének déli része a Joglland hegyvidékéhez tartozik. Legmagasabb pontja az 1782 méteres Stuhleck. Az önkormányzat 3 települést egyesít: Feistritzwald (109 lakos 2018-ban), Inneres Kaltenegg (57 lakos) és Rettenegg (575 lakos).
A környező önkormányzatok: délre Waldbach-Mönichwald, délnyugatra Sankt Jakob im Walde, nyugatra Ratten, északnyugatra Mürzzuschlag, északra Spital am Semmering, északkeletre Trattenbach, keletre Aspangberg-Sankt Peter (utóbbi kettő Alsó-Ausztriában).

## Története
1911-1958 között Steinhaus és Rettenegg között közlekedett a Feistritzwaldbahn erdei vasút, amelynek sínpárja máig látható. 

## Lakosság
A retteneggi önkormányzat területén 2018 januárjában 741 fő élt. A lakosságszám 1923 óta (akkor 1251 fő) csökkenő tendenciát mutat. 2015-ben a helybeliek 97,9%-a volt osztrák állampolgár; a külföldiek közül 0,5% a régi (2004 előtti), 1,5% az új EU-tagállamokból érkezett. 2001-ben a lakosok 97,6%-a római katolikusnak, 1,6% pedig felekezet nélkülinek vallotta magát. Ugyanekkor 3 magyar élt a községben. 

## Látnivalók
- a Szt. Flórián-plébániatemplom 1833-ban készült el
- a régi vashámor és malom
- az asztronómiai tanösvényt a Bécsi Egyetem csillagászati tanszéke létesítette, az ösvény mentén megtalálható a kilenc bolygó 1:1 milliárd léptékű modellje.
- az erdei vasút múzeuma
- a világ legnagyobb, 2 m magas pecsétje (a Guinness Rekordok Könyve által hitelesítve)

## Fordítás
- Ez a szócikk részben vagy egészben  a   Rettenegg című német Wikipédia-szócikk ezen változatának fordításán alapul.  Az eredeti cikk szerkesztőit annak laptörténete sorolja fel. Ez a jelzés csupán a megfogalmazás eredetét és a szerzői jogokat jelzi, nem szolgál a cikkben szereplő információk forrásmegjelöléseként.